# Giech (Adelsgeschlecht)

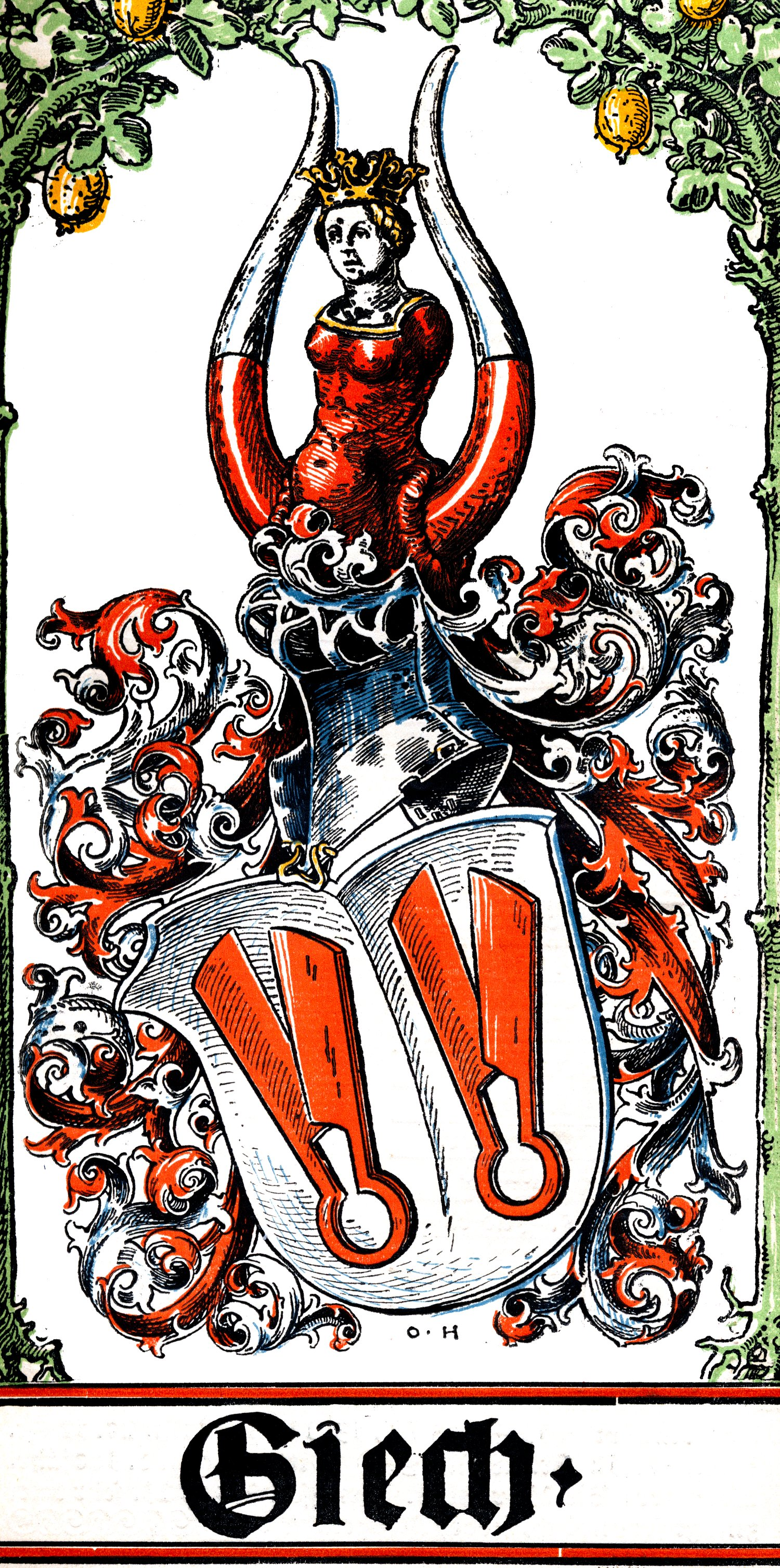
Wappengrafik von Otto Hupp im Münchener Kalender von 1898

Giech ist der Name eines alten fränkischen Adelsgeschlechts. Es gehörte dem Fränkischen Ritterkreis an. 1695 wurde es in den Reichsgrafenstand erhoben und 1726 – wegen des Besitzes der Herrschaft Thurnau – in das Fränkische Reichsgrafenkollegium und damit in den Hohen Adel aufgenommen. Es ist 1938 im Mannesstamm erloschen.

## Ursprung und Entwicklung

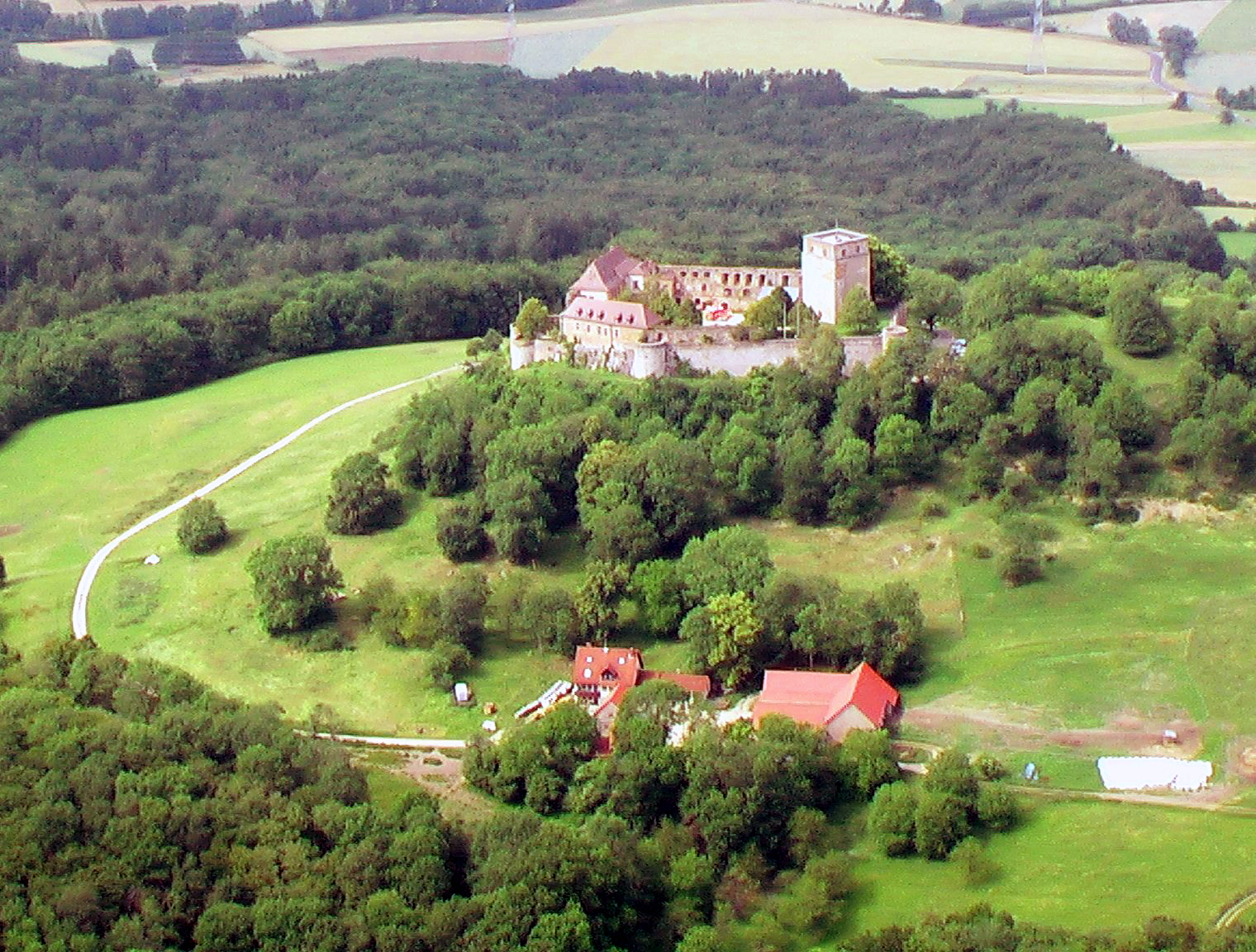
Giechburg

Die Familie von Giech ist sehr früh auf der Giechburg nachweisbar, noch vor den Bischöfen von Bamberg. Das Geschlecht erschien erstmals urkundlich in den Jahren 1137 und 1149 mit „Eberhardus de Giecheburg“.
Wichtige Linien waren die Linie Thurnau und die Linie Buchau. Nach Herders Lexikon von 1854 galten sie als begütert in „Bayern und Nassau“.
Die Giech waren Reichsgrafen seit 24. März 1695 und Mitglieder des Fränkischen Reichsgrafenkollegiums seit 17. September 1726. 1806 wurden sie mediatisiert. Durch königlich bayerisches Diplom vom 25. August 1831 wurde ihnen auf Grund der Zuerkennung durch den Deutschen Bund vom 13. Februar 1829 das Prädikat Erlaucht verliehen.

## Burg Wiesentfels

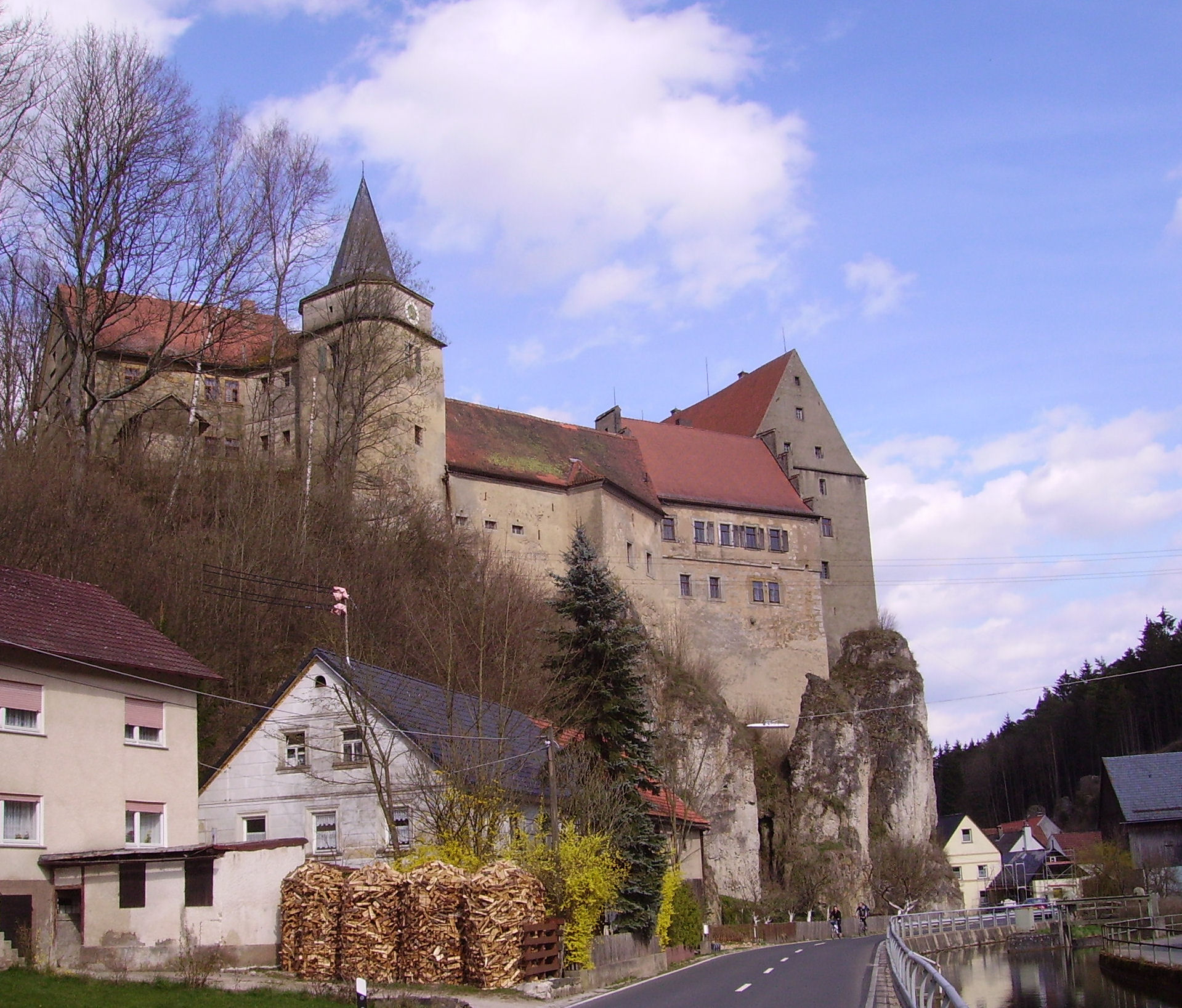
Burg Wiesentfels

Die Burg Wiesentfels war von 1333 bis 1938 Eigentum der Grafen von Giech. Ritter Albert von Giech erhielt die Burg im Jahr 1333 vom Hochstift Bamberg als Lehen. Im Jahr 1412 wurden zwei Drittel der Burg Unterwiesentfels an Heinz von Schaumberg verliehen. Ein Drittel der Burg Oberwiesentfels wurde im Jahr 1415 an Hans II. von Giech verliehen.
Nach dem Hussiteneinfall des Jahres 1433 wurde Oberwiesentfels als wüst bezeichnet und verschwand im Jahr 1467 aus den Lehenbüchern. Von 1476 bis 1481 wurde die Burg Wiesentfels neu gebaut. 1487 erhielten die Brüder Otto und Dietz von Giech die Hälfte der neuen Burg vom Hochstift als Lehen. Im Jahr 1525 wurde sie von aufständischen Bauern niedergebrannt und danach von Graf Achaz von Giech im alten Stil wieder aufgebaut.
1632 zog das Hochstift das Lehen der protestantischen Adeligen ein und belehnte damit den Obristen Hans Wolf von Salis. 1654 wurden die Herren von Giech, die 1695 in den Grafenstand erhoben wurden, erneut mit Wiesentfels belehnt. Von da an blieb die Burg bis zum Jahr 1938, als der letzte Graf starb, Wohnsitz und Eigentum der Grafen von Giech. Die Erben, die Freiherren Hiller von Gaertringen, verkauften sie 1969.

## Schloss Buchau

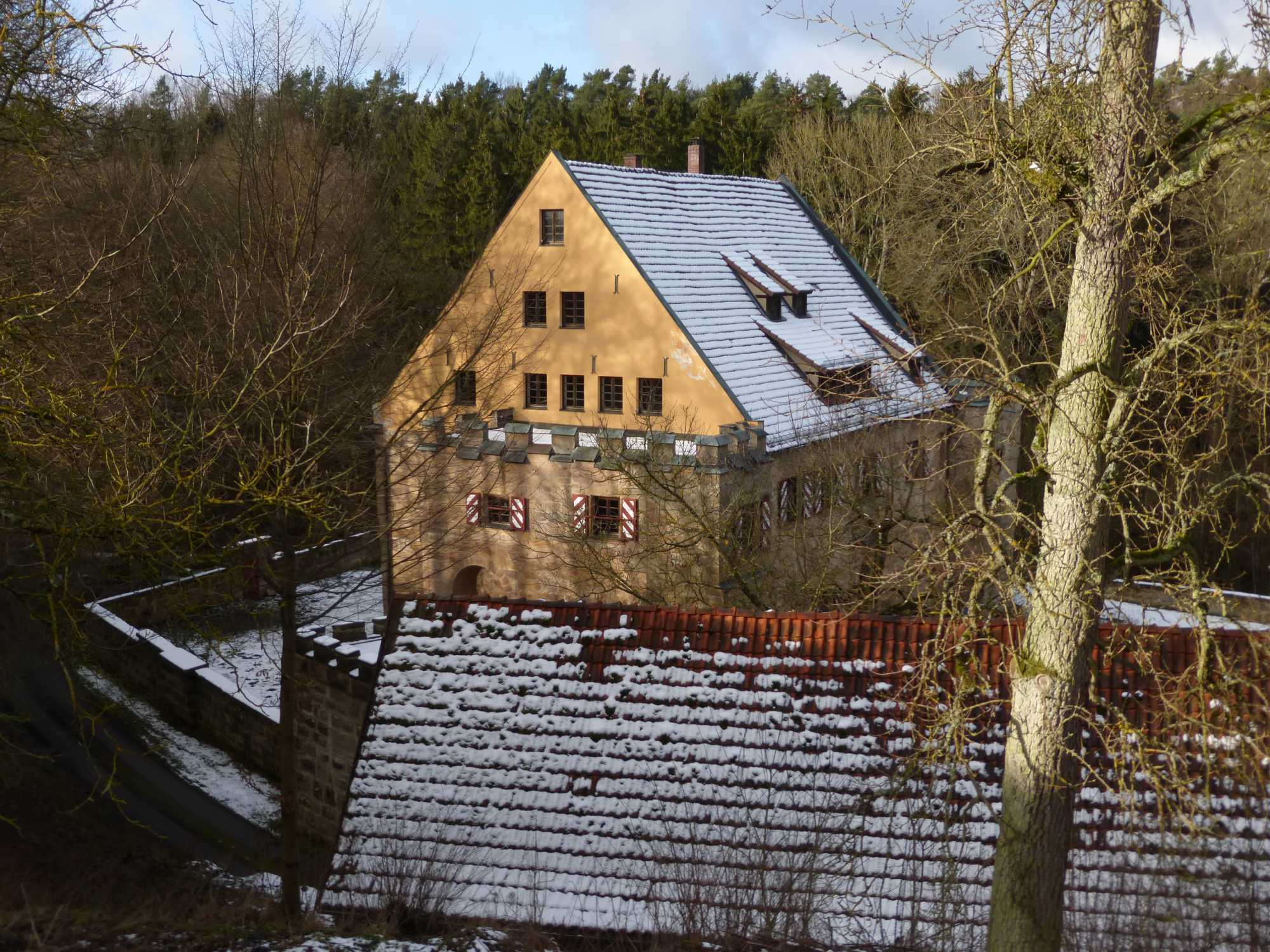
Schloss Buchau

Um 1400 war es der Familie Giech gelungen, Buchau aus dem Besitz des Bamberger Klosters Michelsberg an sich zu bringen. 1437 nannte sich erstmals Hans der Altere von Giech „zu Bucha“. Nach Biedermann hatte dessen Vater Heinrich von Giech Buchau als Bamberger Lehen für die Familie erworben. 1525 wurde das Schloss Buchau im Bauernkrieg „angefeuert“ und völlig niedergebrannt. Durch Matthes von Giech wurde es 1526 wieder aufgebaut. Im Dreißigjährigen Krieg wurde Buchau mehrmals überfallen und geplündert. Die Buchauer Linie der Familie Giech überlebte die Wirren des Krieges nicht; 1635 fiel deren Erbe an Carl Gottfried I. von Giech (1607–1652) aus der Thurnauer Linie des Geschlechts, den damals einzig noch lebenden männlichen Spross der Familie. Schloss Buchau wurde  1969 von den Freiherren Hiller von Gaertringen verkauft.

## Burg Krögelstein

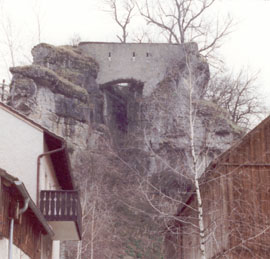
Burg Krögelstein

Am 17. Oktober 1500 erhielt der Bamberger Fürstbischof Heinrich III. Groß von Trockau (1487–1501) die Burg Krögelstein vom Domkapitel zurück. Er gab die Burg als Mannlehen des Hochstiftes Bamberg an Dietz von Giech. Georg Wolf von Giech war mit Ottilie von Absberg, der Schwester des berüchtigten Raubritters Hans Thomas von Absberg, verheiratet. Da er seinem Schwager häufig Unterschlupf auf der Burg gewährte, wurde die Burg 1523 durch den Schwäbischen Bund zerstört. Ein Wiederaufbau unterblieb.

## Schloss Thurnau

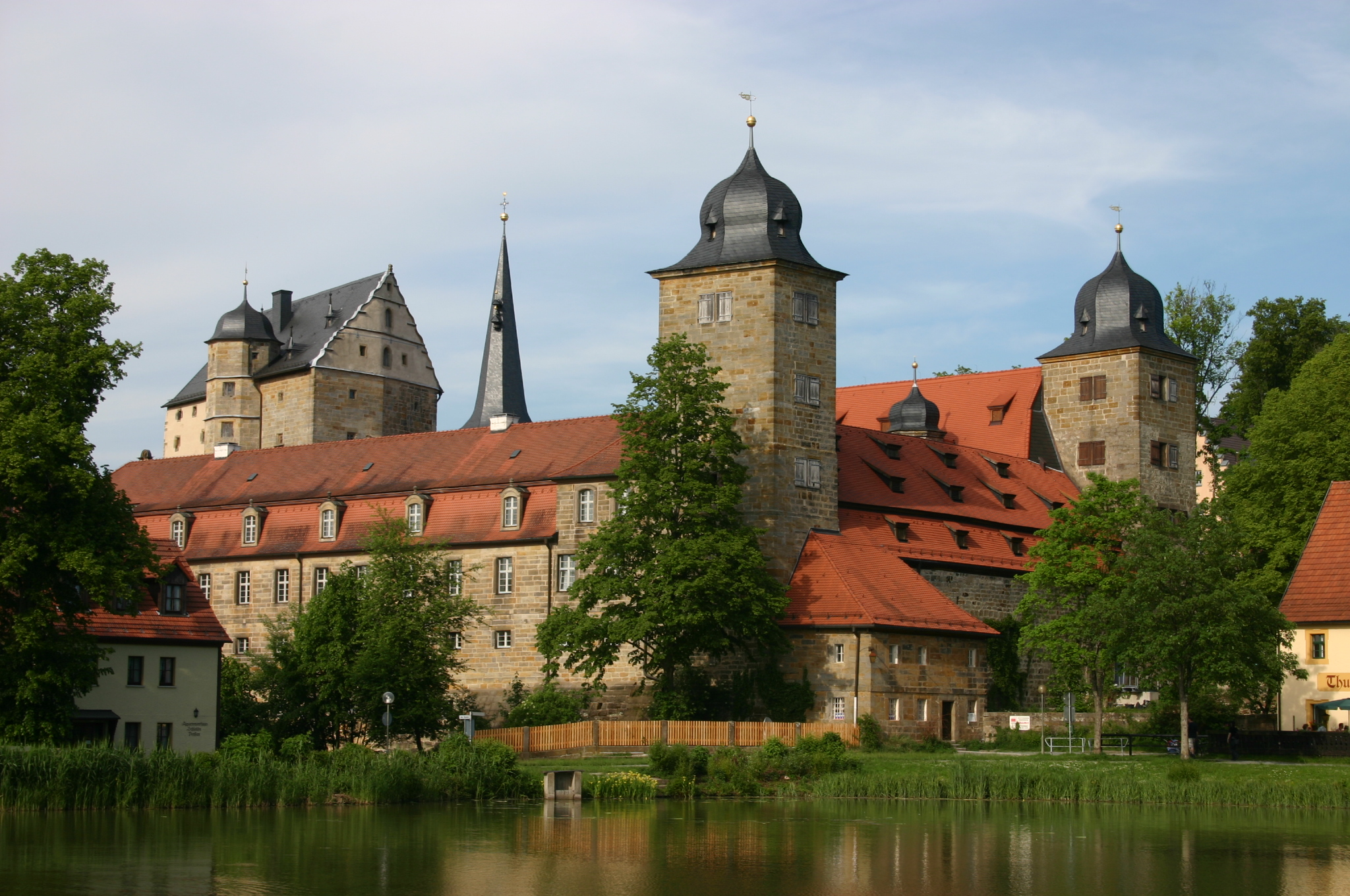
Schloss Thurnau

Der Ritter Jorg Förtsch von Thurnau war „der eltst und letzt des Geschlechts der Förtsch“, mit ihm erlosch die Familie am Karfreitag (31. März) 1564. Der umfangreiche Besitz von Schloss Thurnau fiel an die Töchter des 1551 verstorbenen Wolf Förtsch. Ursula war vermählt mit Hans Friedrich von Künsberg, Anastasia mit dem schon vor 1564 verstorbenen Siegmund Fuchs von Rügheim und Barbara mit Hans Georg von Giech zu Buchau. Anastasia Fuchs von Rügheim wurde mit Geld abgefunden; die Familien von Giech und von Künsberg waren die künftigen Herren in Thurnau.
1600 bis 1606 errichtete Hans-Georg von Giech den Hans-Georgen-Bau in Renaissanceformen. 1699 bestätigten die Markgrafen von Bayreuth den 1695 zu Reichsgrafen erhobenen Herren von Giech die lange umstrittene Hohe Gerichtsbarkeit und damit die Landeshoheit. 1726 wurden sie in das Fränkische Reichsgrafenkollegium und damit in den Hohen Adel aufgenommen. 1731 kauften sie den Künsbergs ihre Hälfte der Herrschaft und des Schlosses ab. Im gleichen Jahr wurde im Oberen Hof der Carl-Maximilian-Bau hinzugefügt. Innen befindet sich der sogenannte Schönburgsche Saal mit Landschaftstapeten vom Ende des 18. Jahrhunderts. 1833 brannte das Torhaus ab und wurde bis 1837 durch einen Neubau in neugotischen Formen ersetzt. Um 1840 wurde das Teehaus errichtet. 1919 zog der letzte männliche Nachkomme Friedrich Karl Graf von Giech aus dem Schloss aus, er starb 1938 kinderlos. Die Erben, die Freiherren Hiller von Gaertringen, brachten das Schloss 1972 in die bestehende Gräflich Giech’sche Spitalstiftung ein, die es noch besitzt.

## Weitere Verbreitung
- Orte mit Hinweisen auf die Familie von Giech sind Burgellern, Burgkunstadt, Schloss Freienfels, Giechkröttendorf (bei Weismain), Herzogenreuth, Krögelstein bei Hollfeld, Peesten, Stadelhofen, Thurnau, Wiesentfels und Zoggendorf.
- Unmittelbar verwandte Adelsgeschlechter sind die Förtsch von Thurnau, die Reginbodonen, die Reuß und die Schaumberg.

## Wappen
Das Stammwappen zeigt in Silber zwei aufrecht gestellte rote Schafscheren (manchmal auch als Tuchscheren bezeichnet). Auf dem Helm mit rot-silbernen Decken ein golden gekrönter, rot bekleideter Jungfrauenrumpf zwischen zwei von Silber und Rot geteilten Büffelhörnern. Ein auffliegender silberner Schwan, dessen Flügel je mit einer roten Schafschere belegt, war die Helmzier einer kurzlebigen Seitenlinie der Giech. (Nach deren Aussterben wurde der Schwan seit 1482 zusätzlich im Schild gezeigt.)
Eine Ähnlichkeit besteht mit dem Wappen der thüringischen Marschälle, die ebenfalls zwei Scheren führen. Die fränkischen von Scherenberg sowie die thüringischen von Schernberg und von Nordhausen führten nur eine Schere im Wappen (ebenso die westfälischen von Langen).
Das gemehrte Wappen von 1482, verliehen von Kaiser Friedrich III., ist geviert. Es zeigt in den Feldern 1 und 4 in Silber zwei rote Schafsscheren (Giech-Stammwappen), in den Feldern 2 und 3 in Rot einen silbernen Schwan (Reminiszenz an die Helmzier der erloschenen Giech-Seitenlinie). Die beiden Helme zeigen rechts den gekrönten Jungfrauenrumpf zwischen zwei von Silber und Rot übereck geteilten Büffelhörnern, links einen auf einer Krone sitzenden silbernen Schwan mit gespreizten Flügeln, je mit einer roten Schafschere belegt.
Das gemehrte Wappen von 1690 (nach der Erhebung der Giech in den Reichsfreiherrenstand) ist genauso geviert, aber zusätzlich mit einem silbernen Herzschild belegt, darin das Schildbild der Praunfalk zu Neuhaus: Aus dem unteren Rand wachsend ein blau gekleideter Arm mit goldenem Ärmelaufschlag, der drei goldene Kleeblätter hält. Die Praunfalk stammten aus der Steiermark, wo sie die Herrschaften Neuhaus (seit 1670 Trautenfels), Falkenburg, Forchtenstein und Weyer besaßen.
Zur Erhebung in den Reichsgrafenstand im Jahr 1695 wurde das Wappen wieder vermehrt: Der Schild ist einmal geteilt und dreimal gespalten mit geviertem Herzschild, welcher dem ersten vermehrten Wappen von 1482 entspricht; Feld 1 und 8 des Hauptschildes zeigt das Schildbild der Praunfalk (auf silbernem Grund ein aus dem unteren Rand wachsender, blau gekleideter Arm mit goldenem Ärmelaufschlag, der drei goldene Kleeblätter hält), Feld 2 und 7 zeigt in Rot einen silbernen Schrägbalken, der mit drei blauen Hufeisen hintereinander belegt ist, Feld 3 und 6 zeigt in Blau drei (2:1) goldene Kugeln, Feld 4 und 5 zeigt in Rot ein silbernes vierspeichiges Mühlrad (Kammrad). Vier Helme: Helm 1 trägt zwischen zwei rot-silbern über Eck geteilten Büffelhörnern den rot gekleideten Jungfrauenrumpf wachsend, mit langem Haar (Stammhelmzier Giech), Helm 2 trägt den Schwan, die Flügel je mit einer roten Schafschere belegt (zweite Helmzier Giech), Helm 3 trägt einen wachsenden, blau gekleideten Arm mit goldenem Ärmelaufschlag, der drei goldene Kleeblätter hält (Helmzier der Praunfalk), Helm 4 trägt ein silbernes Mühlrad, umgeben von sechs Straußenfedern, abwechselnd rot-schwarz-silbern. Später wurde die Anordnung der Schildbilder des gräflichen Wappens variiert.
Die Farben Rot und Silber im Wappen der Gemeinde Stadelhofen erinnern an die Familien von Förtsch und von Giech.

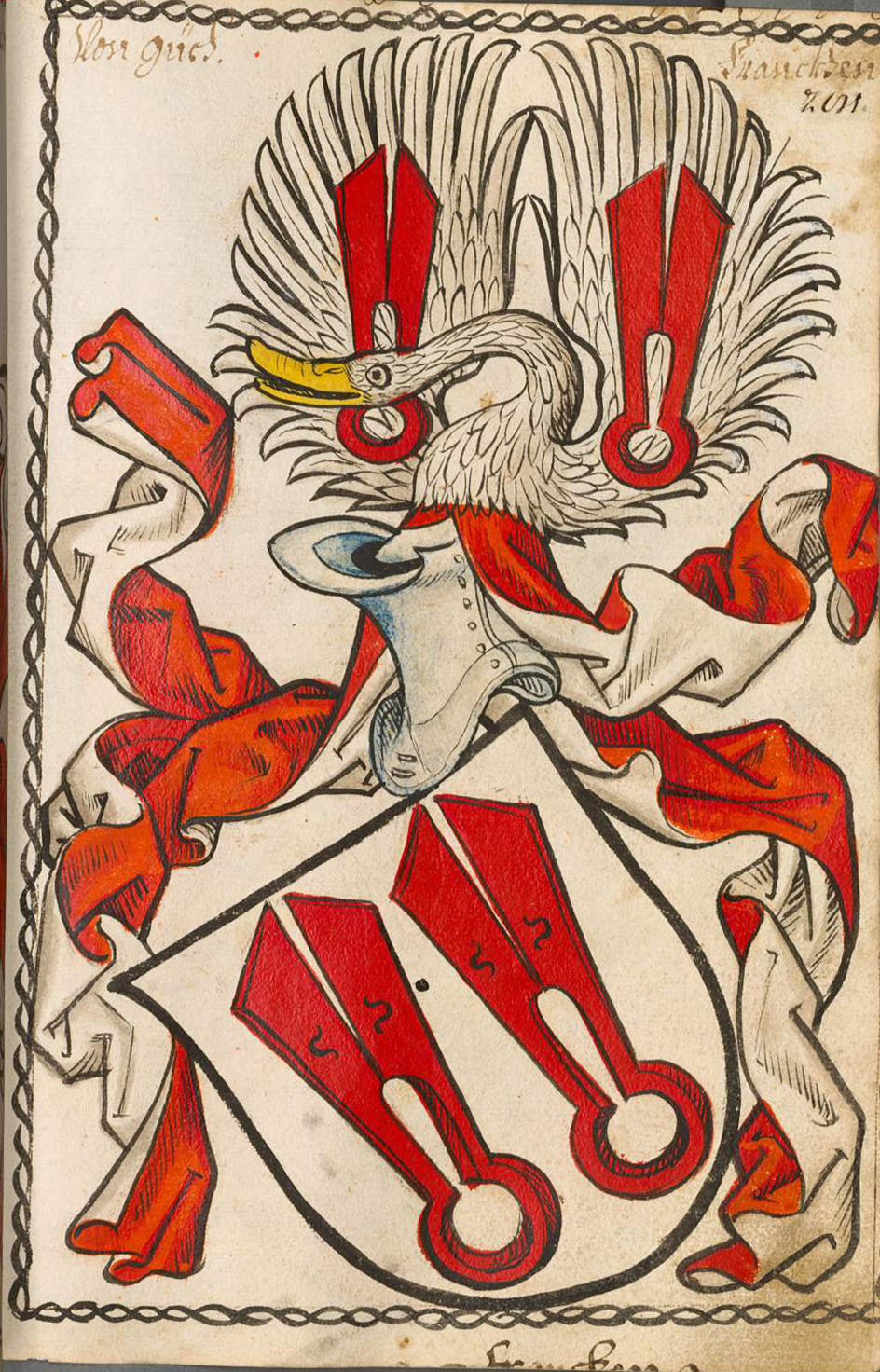
Wappen nach dem Scheibler’schen Wappenbuch, 15.–16. Jahrhundert
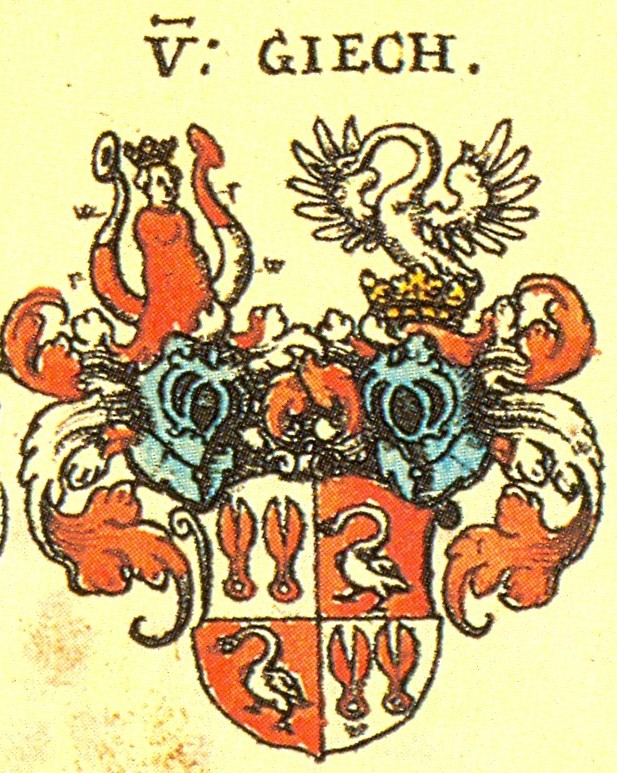
Gemehrtes Wappen der Familie von Giech in Siebmachers Wappenbuch von 1605
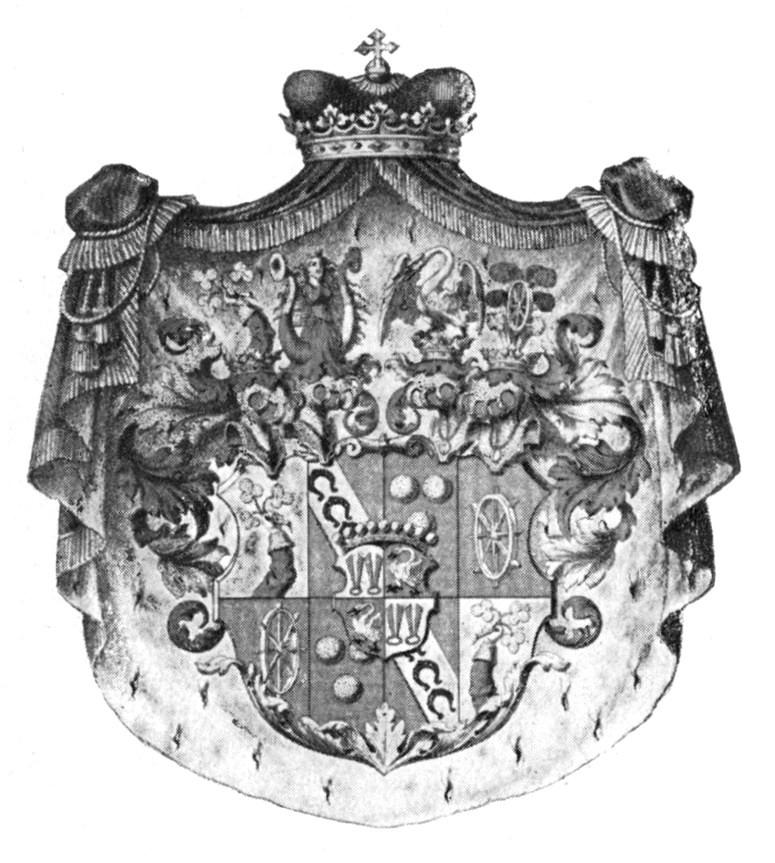
Reichsgrafenwappen derer von Giech
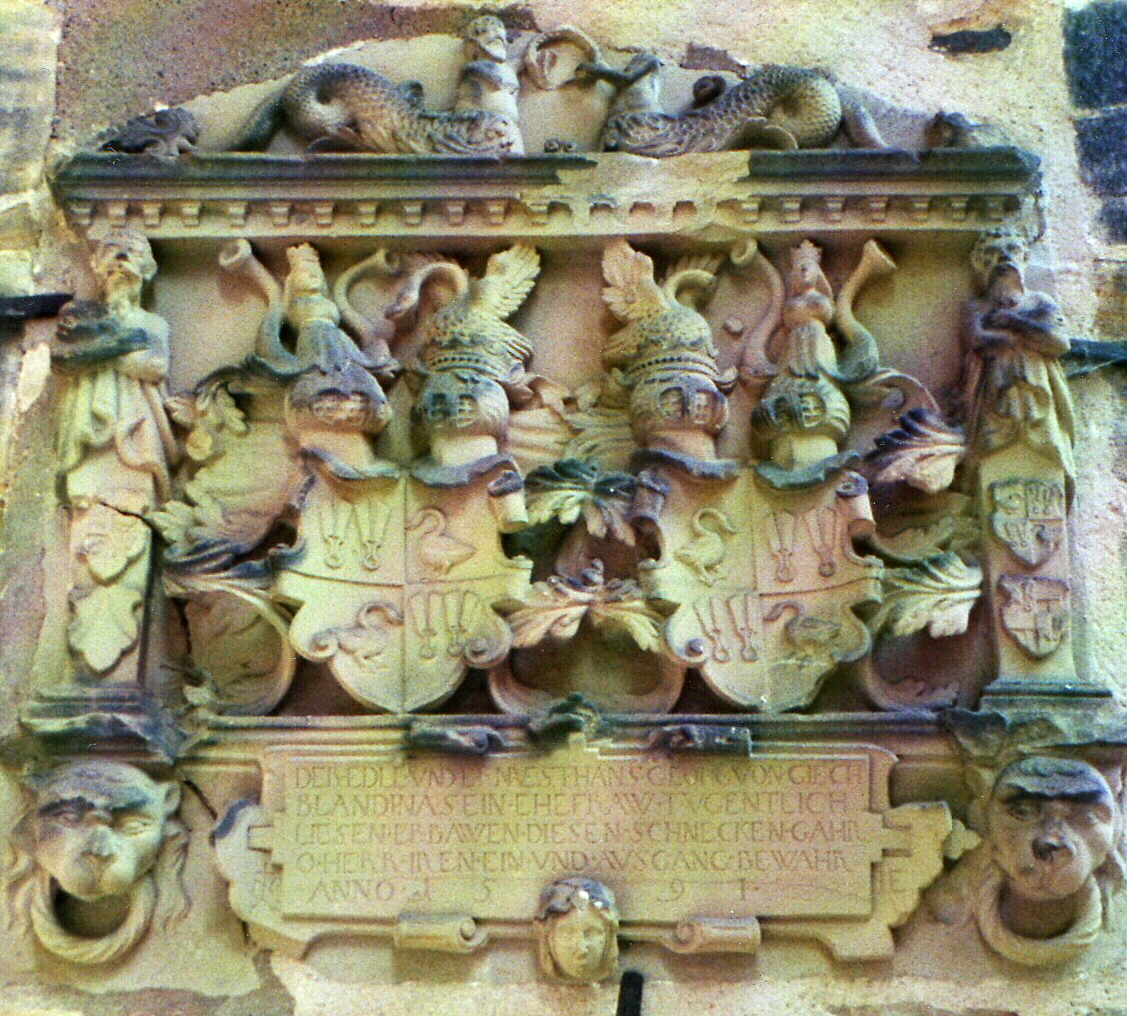
Doppelwappen der Familie von Giech am Schloss Thurnau
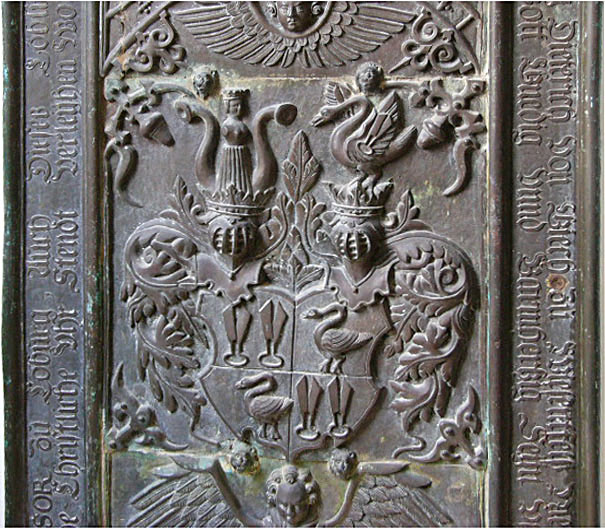
Bronzeepitaph mit dem Wappen der Familie von Giech in der Kirche von Krögelstein
Gemeindewappen von Thurnau

## Persönlichkeiten
- Kunimund von Giech

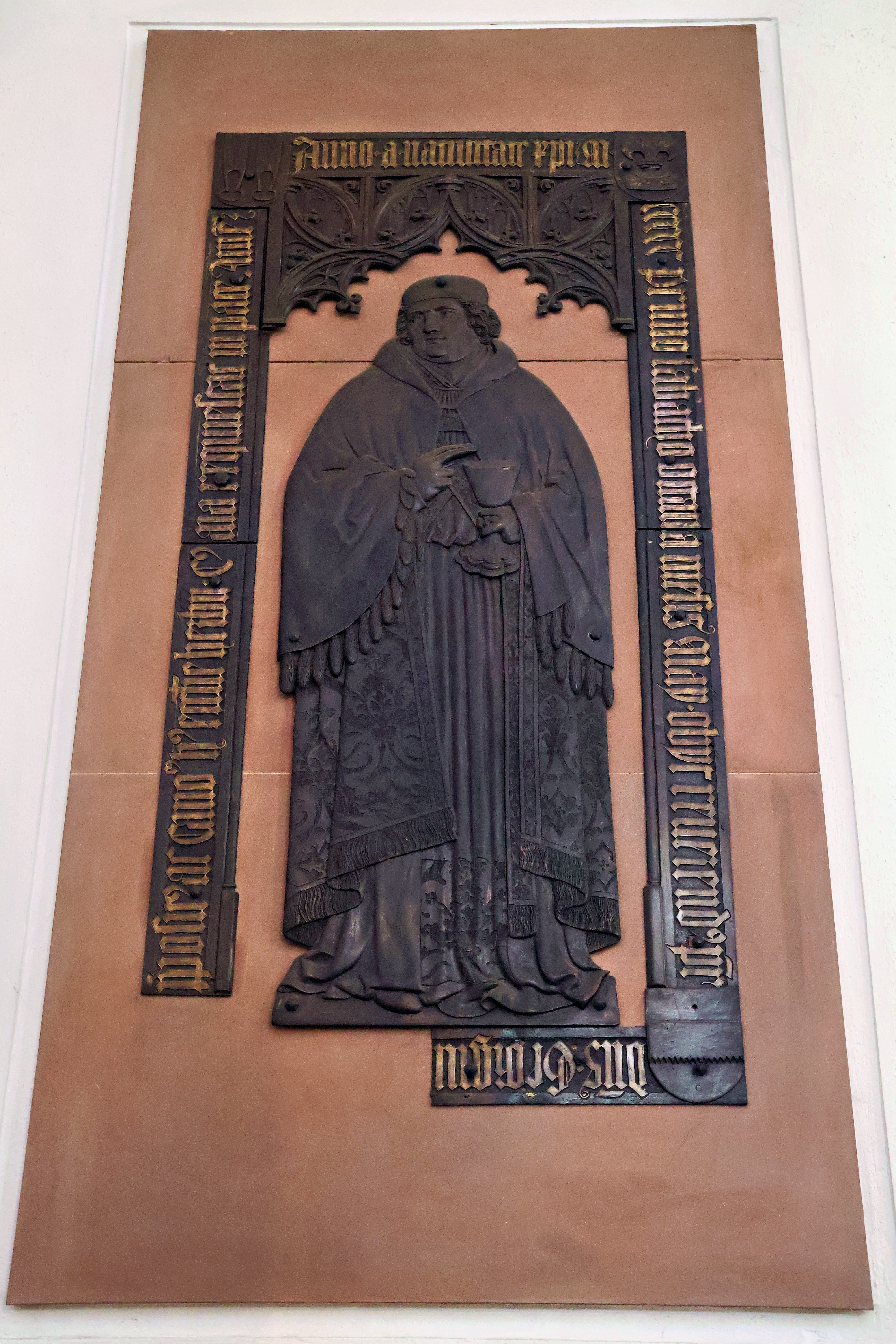
Georg von Giech, Würzburg Dom

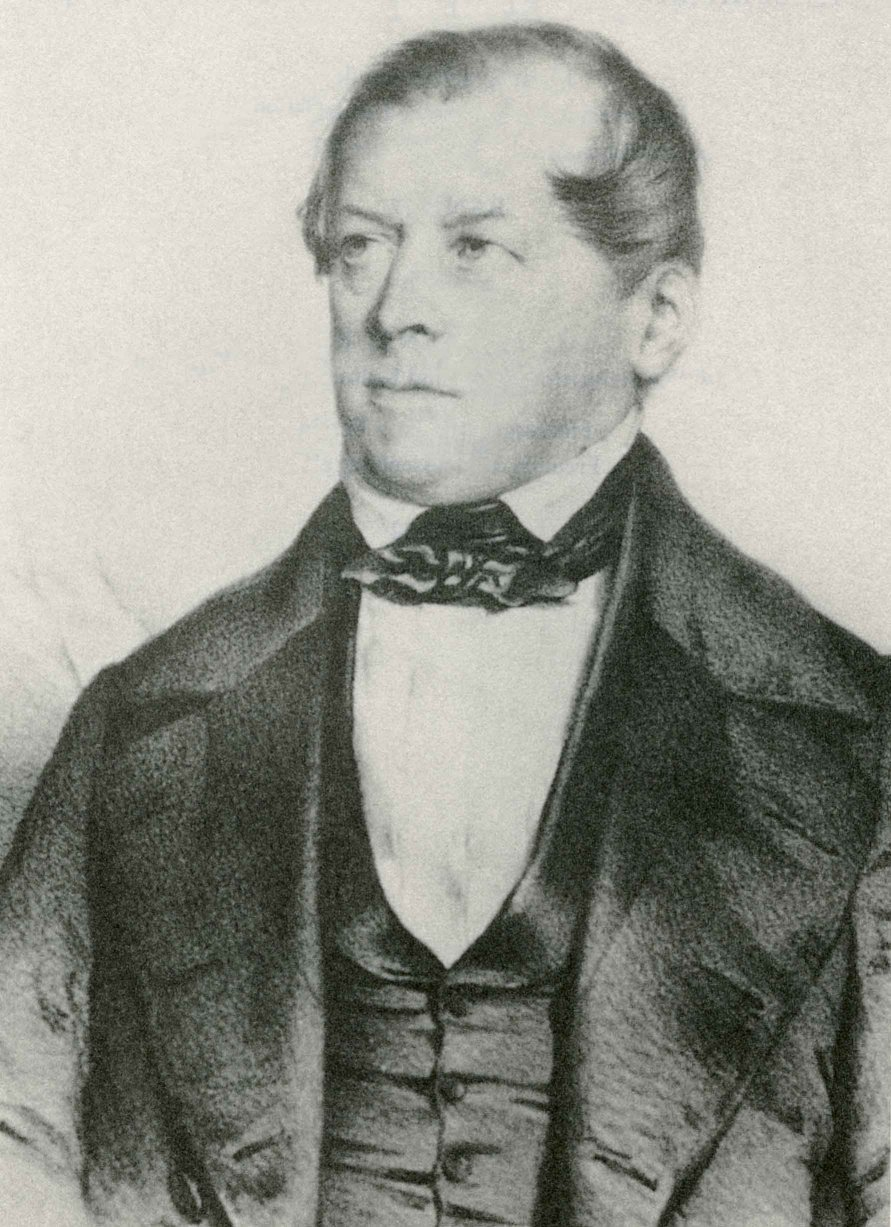
Carl Graf von Giech (1795–1863), bayrischer Politiker

  - Kunimund von Giech (ältester Sohn von Kunimund), Kanoniker der Bamberger Domkirche
  - Albert von Giech (Sohn von Kunimund), Ritter und bambergischer Dienstmann – verkauft Güter im Obermainland im Jahr 1299 an das Kloster Langheim
- Chunrad von Giech (um 1350) Lehensmann und Namensgeber Giechkröttendorfs
- Georg von Giech, Würzburger Domherr, siehe bei Hans Böhm
- Carl von Giech (1795–1863), bayerischer Politiker
- Auguste Caroline Wilhelmine Louise von Giech[6] (1789–1865), Pastellmalerin, Sammlung im Schloss Thurnau